# بزماهی جنوبی
بزماهی جنوبی (نام علمی: Upeneichthys vlamingii) نام یک گونه از سرده ماهی‌های لب‌بالا است.